# Molvena militata
Molvena militata är en fjärilsart som beskrevs av Lucas 1898. Molvena militata ingår i släktet Molvena och familjen nattflyn. Inga underarter finns listade i Catalogue of Life.